# NGC 5530
NGC 5530 é uma galáxia espiral barrada (SBbc) localizada na direcção da constelação de Lupus. Possui uma declinação de -43° 23' 13" e uma ascensão recta de 14 horas, 18 minutos e 27,1 segundos.
A galáxia NGC 5530 foi descoberta em 7 de Abril de 1837 por John Herschel.